# Ctenus tatarendensis
Ctenus tatarendensis är en spindelart som beskrevs av Albert Tullgren 1905. Ctenus tatarendensis ingår i släktet Ctenus och familjen Ctenidae.
Artens utbredningsområde är Bolivia. Inga underarter finns listade i Catalogue of Life.